# بطولة أمريكا الجنوبية لألعاب القوى للشباب 1976
بطولة أمريكا الجنوبية لألعاب القوى للشباب 1976 هي النسخة الـ 3 من بطولة أمريكا الجنوبية لألعاب القوى للشباب. أقيمت في سانتياغو. شارك فيها 168 رياضياً من 6 بلدان. تصدرت البرازيل جدول الميداليات برصيد 28 ميدالية منها 11 ذهبية.

## جدول الميداليات
| الترتيب | منتخب      | ذهبية | فضية | برونزية | المجموع |
| ------- | ---------- | ----- | ---- | ------- | ------- |
| 1       | البرازيل   | 11    | 8    | 9       | 28      |
| 2       | الأرجنتين  | 9     | 6    | 10      | 25      |
| 3       | بيرو       | 6     | 1    | 4       | 11      |
| 4       | تشيلي      | 5     | 15   | 7       | 27      |
| 5       | الأوروغواي | 0     | 1    | 1       | 2       |